# Edmund Erlemann

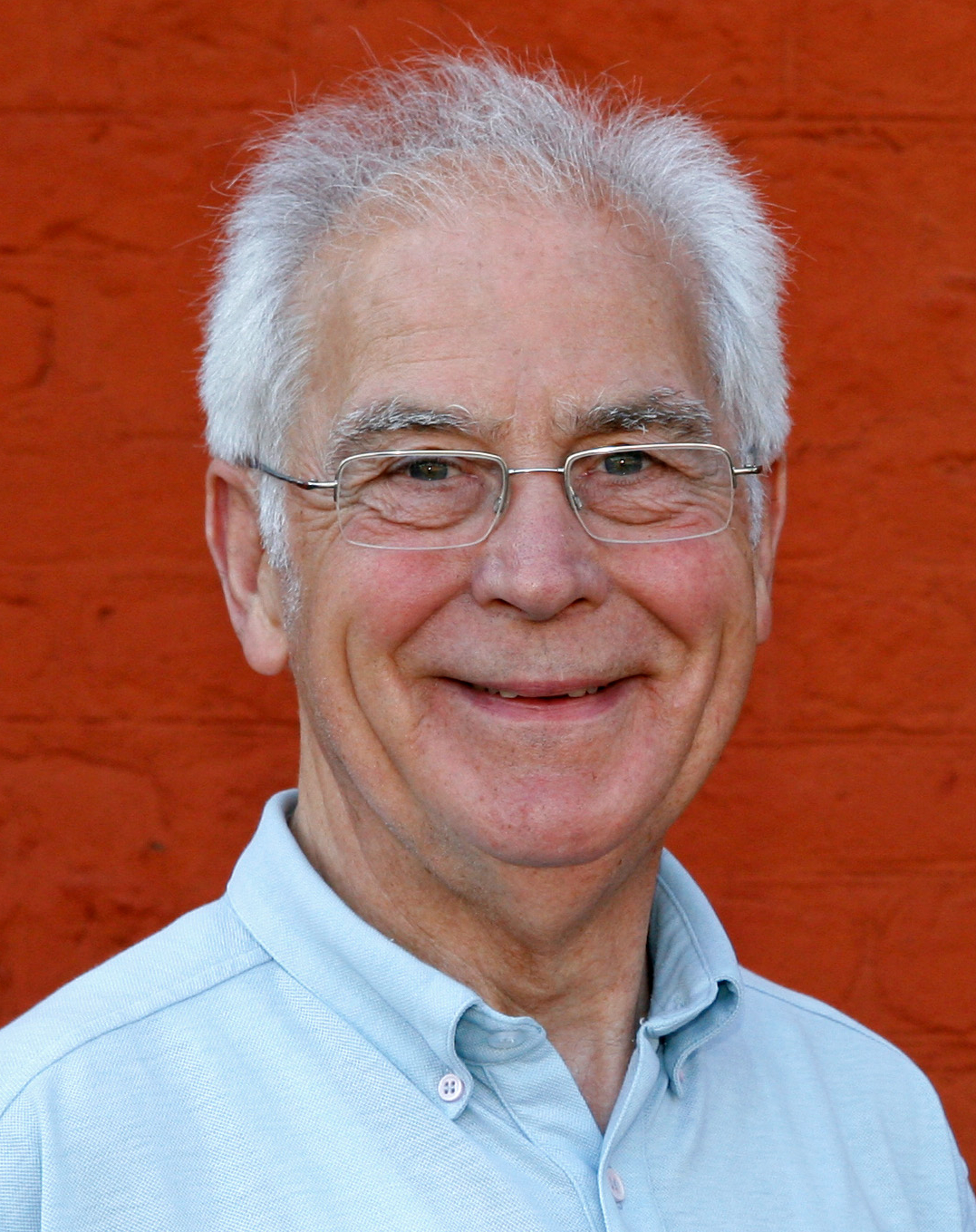
Edmund Erlemann (2009)

Edmund „Eddi“ Erlemann (* 31. Januar 1935 in Krefeld; † 4. November 2015 in Mönchengladbach) war ein deutscher sozial engagierter römisch-katholischer Priester, Propst des Mönchengladbacher Münsters und Gründer der Stiftung Volksverein.

## Leben
Edmund Erlemann wurde am 31. Januar 1935 in Krefeld als drittes von vier Kindern geboren.
Nachdem er bedingt durch den Krieg von 1943 bis 1946 nach Aalen evakuiert worden war, machte er in Krefeld im Jahr 1954 sein Abitur am Gymnasium am Moltkeplatz.
Nach seinem Studium der Theologie und Philosophie in Frankfurt am Main wurde er am 12. März 1960 in Aachen zum Priester geweiht. Von 1968 bis 1988 war er Regionalpfarrer und Regionaldekan in der Region Mönchengladbach. Von 1970 bis 2003 war er Pfarrer von St. Mariae Himmelfahrt in Mönchengladbach. Das Engagement für die sozialen Belange zeigte sich an der Mitarbeit in sozialen Vereinen und Organisationen. Im Jahr 1975 wurde er Vorsitzender des Vereins „Wohlfahrt“ e.V. in Mönchengladbach, seit 2012 war er dort Ehrenvorsitzender. Seit 1983 war Erlemann Gesellschafter und Vorsitzender des Beirats im Volksverein Mönchengladbach der gemeinnützigen Gesellschaft gegen Arbeitslosigkeit mbH. Von 1984 bis 2003 war er Propst des Gladbacher Münsters.
Von 1995 bis 2006 leitete er die Projektgruppe „Kirche und Arbeiterschaft“ im Bistum Aachen. Im Jahr 1997 war Erlemann bei der Gründung der „Stiftung Volksverein Mönchengladbach“ stark beteiligt.
Erlemann starb am 4. November 2015 in Mönchengladbach.
Er wurde nach eigenem Wunsch in der Gruft der Brandts-Kapelle an der Rudolphstraße bestattet, direkt unter der Werkbank, die er dort Jahre zuvor anstelle eines Altars hatte aufstellen lassen.

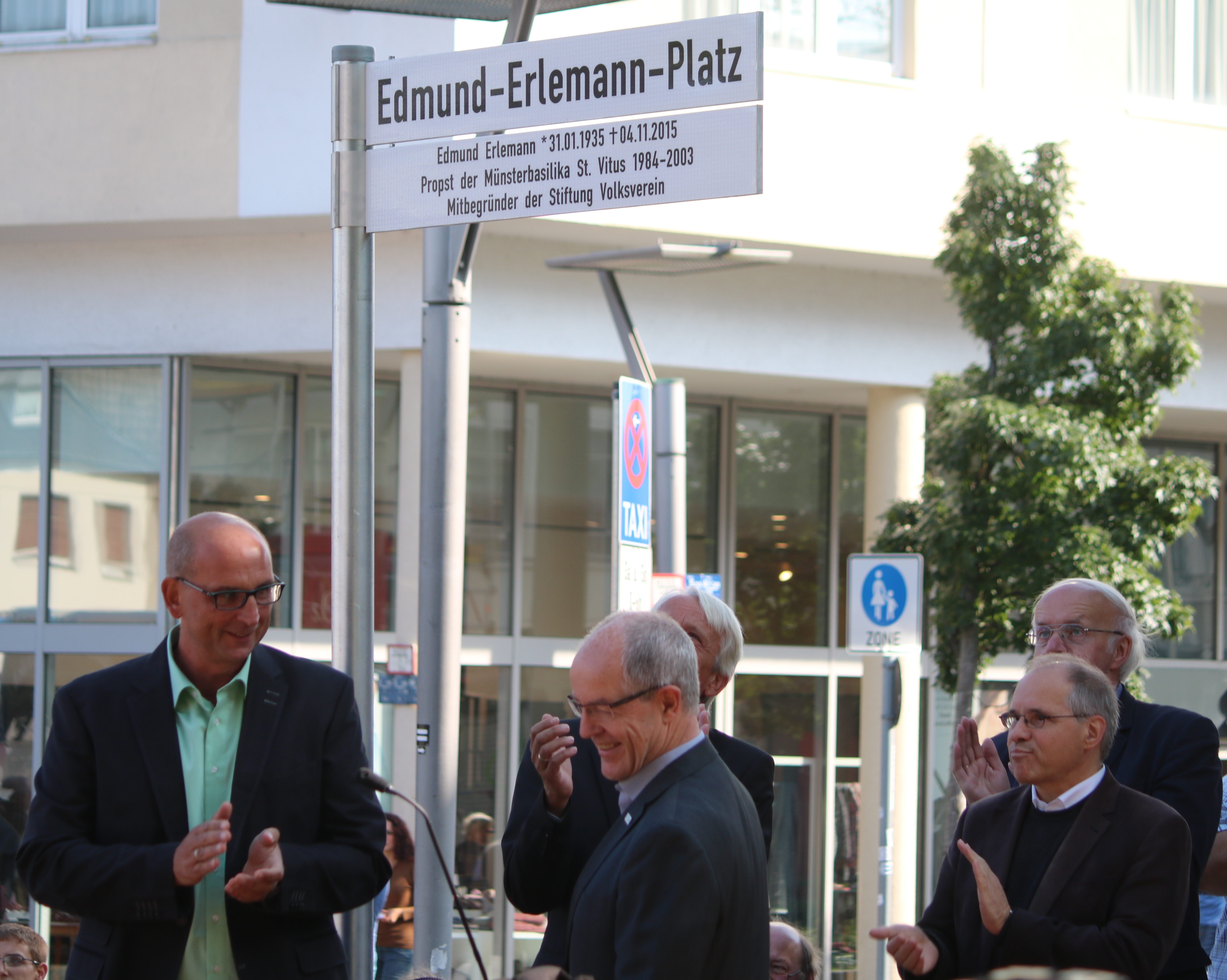
Eröffnung Edmund-Erlemann-Platz mit (von links nach rechts) Johannes Eschweiler, OB Reiners und Probst Peter Blättler

## Auszeichnungen und Ehrungen
- 1985: Bundesverdienstkreuz am Bande für sein Engagement zu Gunsten Arbeitsloser
- 1997: Stadtplakette der Stadt Mönchengladbach für die besonderen Verdienste um die soziale Tradition der Stadt Mönchengladbach
- 1998: Theodor-Hespers-Plakette für seine Verdienste um Freiheit und Menschenwürde
- 2011: In einer Leserumfrage der Rheinischen Post wurde Erlemann aus 50 vorgeschlagenen Mönchengladbacher Persönlichkeiten zu „Mönchengladbachs Bestem“ gewählt.[5]
- 2016: Am 24. September wurde der Platz vor der Citykirche St. Mariä Himmelfahrt offiziell als Edmund-Erlemann-Platz mit einem Festakt und einer Ausstellung 50 Jahre priesterliches Leben von Edmund Erlemann in der Kirche eingeweiht[6][7]

## Schriften
- als Herausgeber mit Leo Jansen: Arbeitslosenarbeit auf dem Prüfstand: Teilen statt Arbeitslosigkeit; „Volksverein Mönchengladbach“, Gemeinnützige Gesellschaft gegen Arbeitslosigkeit mbH (= Zur Diskussion gestellt, Heft 4). Wissenschaftliche Arbeitsstelle der Bildungs- und Begegnungsstätte der KAB und CAJ im Bistum Aachen / Oswald-von-Nell-Breuning-Haus, Herzogenrath 1993.
- mit Waltraud Griesser: Licht vom Licht. Bilder und Texte zu den Kryptafenstern des Münsters zu Mönchengladbach. B. Kühlen, Mönchengladbach 2001, ISBN 3-87448-221-9.
- „Teilen macht reich“. Arbeit und Arbeitslosigkeit in der Diskussion. 20 Jahre „Volksverein Mönchengladbach“, Gemeinnützige Gesellschaft gegen Arbeitslosigkeit mbH. Volksverein Mönchengladbach, Mönchengladbach 2003, ISBN 3-00-011409-2.
- Das Gladbacher Münster. Rundgang – Geschichte – Wandel. B. Kühlen, Mönchengladbach 2006, ISBN 3-87448-278-2.